# Le Bandit et la Princesse
Pour plus de détails, voir Fiche technique et Distribution.
Le Bandit et la Princesse (...und ewig knallen die Räuber) est un film autrichien réalisé par Franz Antel sorti en 1962.

## Synopsis
Dans l'Autriche du XVIIIe siècle, le tailleur Nikolaus Tschinderle n'est pas pris au sérieux par les autres habitants de son village ; ils se moquent tous de lui et lui font des blagues. Un jour, Nikolaus en a assez : il va être un voleur, plus grand que les grands bandits de grand chemin. Il va dans les bois pour créer sa bande. Ses compagnons sont les clochards Seppele, Achilles et Elias qui sont plus gentils que méchants.
Tschinderle se présente, mais dans les bois, il y a d'autres fripouilles qui lui prennent sa casquette. Mais quand des vauriens s'en prennent violemment aux villageois, Nikolaus décide de devenir un "bon" bandit. D'abord il va appliquer les bonnes manières. Un jour, vient le comte Ildefons, qui est secrètement amoureux de Lucina, la fille du souverain local, le prince Zeno. Afin d'établir une réputation, les voyous l'enlèvent et mettent en scène une fausse exécution.

## Fiche technique
- Titre original : ...und ewig knallen die Räuber
- Titre français : Le Bandit et la Princesse[1]
- Réalisation : Franz Antel assisté d'Otto Stenzel
- Scénario : Kurt Nachmann d'après le roman Nikolaus Tschinderle, Räuberhauptmann de Josef Friedrich Perkonig (de)
- Musique : Johannes Fehring
- Direction artistique : Otto Pischinger, Herta Hareiter
- Costumes : Herta Hareiter
- Photographie : Hanns Matula
- Son : Herbert Janeczka
- Montage : Hermine Diethelm
- Production : Carl Szokoll
- Sociétés de production : Neue Delta Filmproduktion
- Société de distribution : Bavaria-Filmverleih
- Pays d'origine :  Autriche
- Langue : allemand
- Format : Couleurs - 1,85:1 - Mono - 35 mm
- Genre : Comédie
- Durée : 95 minutes
- Dates de sortie :
  - Autriche : 17 décembre 1962.
  - Allemagne : 19 décembre 1962.
  - France : 7 octobre 1966[1].

## Distribution
- Helmuth Lohner : Nikolaus Tschinderle
- Peter Weck : Comte Ildefons
- Georg Thomalla : Achilles, le manchot
- Paul Hörbiger : Elias le moite
- Franz Muxeneder : Seppele, le nigaud
- Beba Loncar : Afra
- Fritz Tillmann : le prince Zeno
- Helga Sommerfeld : Lucina, sa fille
- Sieghardt Rupp : Georg, le fils de l'aubergiste
- Stanislav Ledinek : Rollo le rouge
- Herbert Fux : Hahn
- Hubert von Meyerinck : Herr von Merlyn
- Rudolf Carl : Le meunier
- Alice Lach (de) : Aja
- Vladimir Medar : Kramer Krummhändl
- Heinrich Gretler : le prêtre
- Olga von Togni (de) : La mère d'Afra
- Walter Regelsberger : Anderl
- Raoul Retzer : Le charretier
- Klaus Rott (de) : L'apprenti Lutz
- Damir Mejovšek : Lix

## Source de la traduction
- (de) Cet article est partiellement ou en totalité issu de l’article de Wikipédia en allemand intitulé « …und ewig knallen die Räuber » (voir la liste des auteurs).